# Fałkowo
Fałkowo [pronunciación en polaco: /fau̯ˈkɔvɔ/] es un pueblo ubicado en el distrito administrativo de Gmina Łubowo, dentro del Distrito de Gniezno, Voivodato de Gran Polonia, en el oeste de Polonia central. Se encuentra aproximadamente a 4 kilómetros al suroeste de Łubowo, a 13 kilómetros al suroeste de Gniezno, y a 37 kilómetros al este de la capital regional Poznań.